# Jerzy Pogorzelski
Jerzy Pogorzelski (ur. 11 maja 1926 w Grodno, zm. 23 sierpnia 2003 w Częstochowie) – polski malarz, realista.

## Życie
Urodził się jako drugie w kolejności dziecko w rodzinie zubożałego szlachcica Bolesława Pogorzelskiego i Klaudii z domu Zajczikow, pochodzącej z arystokratycznej, kozackiej rodziny. Od 1947 kształcił się w Wyższej Szkole Sztuk Plastycznych w Mińsku, w pracowni prof. W. Suchowierchowa, dyplom otrzymał w 1953. Po studniach został przyjęty do Związku Malarzy (Sojuz Chudożnikow) i rozpoczął pracę zarobkową w „Mastierskoj” (wykonywał portrety i inne dzieła zamawiane przez władze państwowe). W kwietniu 1958 na podstawie umowy o repatriacji Polaków przyjechał do kraju i osiadł w Częstochowie. Od 1989 mieszkał w Blachowni. Był członkiem Związku Polskich Artystów Plastyków i Associacion Internationale des Arts Plastiques.
Jest autorem pejzaży, martwych natur, portretów. Miał ponad 20 wystaw indywidualnych w Polsce i zagranicą, m.in. w Niemczech, Stanach Zjednoczonych (San Diego, Los Angeles) i Australii, uczestniczył w ponad 70 wystawach zbiorowych. Jego prace znajdują się w zbiorach Watykanu, Miejskiej Galerii Sztuki w Częstochowie oraz w zbiorach prywatnych.
Od 1948 był mężem Anny  z domu Siewierskiej, z którą miał syna Janusza.
Zmarł w Częstochowie, pochowany na cmentarzu św. Rocha (sektor 1-1-6).

## Ordery i odznaczenia
- Złoty Krzyż Zasługi[1]
- Złota Odznaka ZPAP[1]